# Esporte Clube Barroso
O Esporte Clube Barroso foi um clube brasileiro de futebol, da cidade de Maceió, capital do estado de Alagoas. O nome da agremiação era uma homenagem ao heróis da Guerra do Paraguai, Francisco Manuel Barroso da Silva. Suas cores eram o preto e vermelho.
Jogou 23 edições do Campeonato Alagoano, vencendo o estadual de 1946.

## História
Foi fundado em 11 de junho de 1921 e extinto em 1951.  

## Títulos
- Campeonato Alagoano de Futebol: 1946
- Torneio Início: 1947

### Campanhas de destaque
- Campeonato Alagoano de Futebol: Vice-campeão em 1947
- Festival de Aniversário do Barroso: 1939